# Parectinocera dissimilis
Parectinocera dissimilis är en tvåvingeart som först beskrevs av Malloch 1933.  Parectinocera dissimilis ingår i släktet Parectinocera och familjen kärrflugor. Inga underarter finns listade i Catalogue of Life.